# Нуреддин, Жюльет
Жюльет Нуреддин или просто Жюльет (фр. Juliette Noureddine, 25 сентября 1962, Париж) — французская певица, автор песен.

## Биография
Её дед-кабил приехал во Францию в 1920-х годах. Отец — саксофонист. Училась игре на фортепиано с семи лет. Изучала филологию и музыкологию. Начинала пианисткой в барах и ресторанах Тулузы, исполняя песни Жака Бреля и Эдит Пиаф. C 18 лет пишет песни. В 1985 и 1986 годах участвовала в фестивалях молодых музыкальных талантов в Бурже. В 1990 году получила первую премию на фестивале французской песни в Саарбрюккене. В 1991 году выпустила первый альбом ¿Qué tal? («Как жизнь?»). В 1999 году впервые выступила в концертном зале «Олимпия», также пела в нём в 2005 году. Выступала дуэтом с Гийомом Депардьё и др.
Жюльетт — открытая лесбиянка.

## Дискография
- 1991 : ¿Que tal?
- 1993 : Irrésistible
- 1995 : Juliette chante aux Halles
- 1996 : Rimes féminines
- 1998 : Deux pianos
- 1998 : Assassins sans couteaux
- 2001 : Sur l’oreiller (3 CD, избранное)
- 2002 : Le Festin de Juliette
- 2004 : Ma vie, mon œuvre (2 CD, избранное)
- 2005 : Mutatis mutandis
- 2008 : Bijoux & babioles
- 2011 : No Parano

## Признание
Премия Виктуар де ля мюзик в 1997 году (Открытие года) и в 2006 году (Лучшая исполнительница года). Дважды лауреат премии Шарля Кро. Кавалерственная дама Ордена Искусств и литературы и Ордена Заслуг.